# Sotto il sole giaguaro
Sotto il sole giaguaro è una raccolta di racconti scritta da Italo Calvino. Essa si compone di 3 racconti dedicati in ordine all'olfatto, al gusto e all'udito.

## L'opera
Il progetto iniziale dello scrittore era scrivere cinque racconti, ognuno dedicato ad uno dei cinque sensi (udito, olfatto, gusto, vista e tatto). L'opera, rimasta incompiuta (mancano infatti i racconti dedicati alla vista e al tatto), è stata pubblicata postuma per la prima volta nel maggio del 1986 dall'editore Garzanti, a nemmeno un anno dalla scomparsa dell'autore; i racconti erano comunque già apparsi tra il 1972 e il 1984.

In una conferenza tenuta nella primavera del 1983 all'Institute for the Humanities di New York, Calvino, parlando del libro che stava scrivendo, disse: 
 Nei racconti lo scrittore cerca di mettere il senso protagonista al centro di una delicata indagine conoscitiva del mondo esterno, sottolineando il fatto che affinare i propri sensi significa riscoprire quello che già conosciamo o, semplicemente, quello che pensavamo di conoscere fino ad adesso, come fa il personaggio principale del racconto Sotto il sole giaguaro che rivela un amore carnale attraverso il gusto: un'esperienza mai prima sperimentata.

## Il nome, il naso
Il racconto esce per la prima volta nel novembre del 1972 sul primo numero dell'edizione italiana di Playboy. Esso analizza il senso dell'olfatto. Si articola in tre storie accomunate, nella conclusione, dalla morte della figura femminile.

### Trama
La prima storia ha come protagonista un nobile dongiovanni parigino. Rimasto folgorato dalla compagna di ballo della sera prima si precipita in profumeria per scoprire chi sia la sconosciuta che non si è tolta la maschera e di cui lui non conosce altro che il profumo. Ma il ricordo dell'odore è fragile ed il protagonista sente forte l'esigenza di fare in fretta per cercare di non perderlo. Gli verrà fornito il nome della donna ma quando arriverà alla sua abitazione troverà un funerale. Si mormora che essa fosse morta già la sera prima. L'odore della donna cambia all'entrata della casa è “come di vegetazione imputridita”. L'odore della morte si è ormai fuso con il suo profumo.
Il secondo è ambientato nella preistoria, quando l'uomo era simile agli animali nell'uso dell'olfatto. Il protagonista non ha un nome. Sente una donna nel branco che non ha lo stesso odore delle altre, quest'odore è come un richiamo sessuale che l'uomo trova e perde confuso dagli odori delle altre femmine. Un altro maschio sta cercando la stessa femmina, i due si incontrano ed il protagonista esce vincente dal duello. Si alza in piedi e continua a cercare la sua femmina. Ma è proprio dalla posizione eretta che riesce a capire che quell'odore proviene dalla fossa dove il branco butta i morti ed i resti degli animali. Lei è morta.
Un batterista londinese si sveglia in una stanza buia piena di corpi nudi. Sente freddo, quindi cerca di arrivare alla stufa per mettere altri pennies e farla funzionare. Cammina carponi cercando di riconoscere le persone dagli odori della pelle fino a che non sente l'odore di una ragazza che non vede ma che si distingue dagli altri. Arriva alla stufa ma quando torna a cercarla si è confusa con le altre pelli e non la trova più. Esce a prendere una boccata d'aria ma quando rientra la trova morta soffocata dalla stufa che lui stesso aveva acceso.

### Intreccio
Le storie sono incrociate nel racconto con lo schema che segue che si ripete uguale (1, 2, 3) per 3 volte. Le varie sequenze sono delimitate da uno spazio bianco che aiuta il lettore nella distinzione visiva delle parti del racconto.
- Il giovane parigino si reca in profumeria e cercando l'odore della sera prima che Madame Odille l'aiuta a cercare;
- L'uomo primitivo sente un odore particolare ed inizia a cercare la donna che lo ha;
- Il musicista si sveglia, sente l'odore di una ragazza dalla pelle bianca ma la perde;
- Continua la ricerca della fanciulla attraverso il suo profumo nella profumeria di Madame Odille e rievoca la sera prima e l'incontro con la sconosciuta (flashback);
- Duello tra i due maschi primitivi;
- Il batterista esce a prendere una boccata d'aria;
- il parigino arriva alla casa della donna e trova il funerale;
- Il primitivo scopre la morte della femmina che cercava;
- Anche il londinese scopre la donna di cui cercava l'odore morta.

| Storia | Protagonista              | Uditore                                                        | Oggetto del desiderio                |
| ------ | ------------------------- | -------------------------------------------------------------- | ------------------------------------ |
| 1      | Monsieur de Saint-Caliste | Madame Odile, con le sue commesse Martine, Charlotte e Sidonie | Donna mascherata incontrata al ballo |
| 2      | Il primitivo              | ---                                                            | La femmina di cui insegue l'odore    |
| 3      | Il musicista londinese    | ---                                                            | La ragazza nuda distesa per terra    |

## Sotto il sole giaguaro
Il racconto che dà il titolo alla raccolta apparve per la prima volta sulla rivista FMR il 1º giugno 1982 con il titolo Sapore sapere, solo nelle successive pubblicazioni appare come Sotto il sole giaguaro. È l'unico racconto a presentare un'epigrafe in cui è riportata la definizione, con relativa etimologia, del verbo gustare del Dizionario dei sinonimi di Niccolò Tommaseo.

### Trama
Una coppia italiana in crisi decide di fare un viaggio in Messico, luogo in cui riscoprirà tutta la passione del rapporto amoroso. I due soggiornano in un antico monastero barocco. Viaggiano attraverso la gastronomia e la cultura messicana. Soprattutto Salustiano Velazco, un amico della coppia originario del posto, ama raccontare loro del suo paese. Dall'amico, Olivia, la donna della coppia, riesce a capire che gli antichi abitanti di quelle terre erano soliti sacrificare degli uomini che si presumeva diventassero cibo divino per i sacerdoti che svolgevano le funzioni sacre. L'elemento che serve a riaccendere il desiderio della coppia è la scoperta delle antiche pratiche indigene. Importante anche il dipinto che apre il racconto che mostra un'altra coppia di amanti che però non possono esprimere il loro amore liberamente poiché essi furono la badessa e il suo parroco, la cui storia si intreccia al concetto di amare con i sensi quello che fanno loro amando attraverso il gusto, l'unico capriccio a loro concesso.
| Protagonista | Mediatore/i          | Oggetto del desiderio |
| ------------ | -------------------- | --------------------- |
| Scrittore    | Salustiano, la guida | Olivia                |

## Un re in ascolto
Il racconto è stato scritto nel 1982 e in seguito è stato riadattato in libretto d'opera dallo stesso Italo Calvino e musicato da Luciano Berio. Rappresentato a Salisburgo nel 1984 ha fatto il suo debutto in Italia al Teatro alla Scala e a Londra nel 1986. Lo scrittore aveva già collaborato con il compositore nel 1981 con La vera storia.

### Trama
Il protagonista del racconto è un re. Costui, per poter regnare senza timore di essere deposto, se ne sta giorno e notte sul suo trono, senza mai lasciarlo. Per consentirlo si è pensato a trovare la soluzione perché egli possa espletare ogni tipo di bisogno umano sul trono in maniera tale da consentirgli di non lasciarlo mai incustodito. Passa le ore ascoltando i suoni intorno a lui. Il terrore di essere spodestato come lui ha fatto con il suo predecessore non lo fa demordere dal suo proposito.
Nell'attimo in cui si svaga cercando con la mente di evadere dalla sala del trono ascoltando la dolce melodia cantata da una ragazza, si ritrova nel mezzo di un colpo di Stato e scappa via arrivando fino ai sotterranei del palazzo dove ci sono i prigionieri di stato. Sente ancora la voce della ragazza che si allontana cantando insieme al nuovo re. Il racconto si chiude con la ritrovata libertà all'aperto.
| Protagonista | Antagonista | Oggetto del desiderio  |
| ------------ | ----------- | ---------------------- |
| Il re        | Il trono    | La fanciulla che canta |